# Стентон (округ, Канзас)
Шаблон:StateAbbr_ 37°34′00″ пн. ш. 101°46′59″ зх. д. / 37.5667° пн. ш. 101.783° зх. д.
Округ Стентон (англ. Stanton County) — округ (графство) у штаті Канзас, США. Ідентифікатор округу 20187.

## Історія
Округ утворений 1887 року.

## Демографія
За даними перепису 
2000 року 
загальне населення округу становило 2406 осіб, усе сільське.
Серед мешканців округу чоловіків було 1227, а жінок — 1179. В окрузі було 858 домогосподарств, 638 родин, які мешкали в 1007 будинках.
Середній розмір родини становив 3,21.
Віковий розподіл населення поданий у таблиці:
| Стать    | До 15 років | 15-21 | 22-29 | 30-39 | 40-49 | 50-65 | 65-85 | Понад 85 |
| -------- | ----------- | ----- | ----- | ----- | ----- | ----- | ----- | -------- |
| Чоловіки | 310         | 123   | 134   | 175   | 200   | 141   | 132   | 12       |
| Жінки    | 289         | 120   | 118   | 168   | 156   | 160   | 142   | 26       |

## Суміжні округи
- Гамільтон — північ
- Грант — схід
- Стівенс — південний схід
- Мортон — південь
- Бака, Колорадо — захід
- Проверс, Колорадо — північний захід

## Виноски
1. ↑  U.S. Decennial Census. United States Census Bureau. Архів оригіналу за 12 травня 2015. Процитовано 29 липня 2014.
2. ↑  Historical Census Browser. University of Virginia Library. Архів оригіналу за 11 серпня 2012. Процитовано 29 липня 2014.
3. ↑  Population of Counties by Decennial Census: 1900 to 1990. United States Census Bureau. Архів оригіналу за 5 червня 2019. Процитовано 29 липня 2014.
4. ↑  Census 2000 PHC-T-4. Ranking Tables for Counties: 1990 and 2000 (PDF). United States Census Bureau. Архів оригіналу (PDF) за 18 грудня 2014. Процитовано 29 липня 2014.
5. ↑  State & County QuickFacts. United States Census Bureau. Архів оригіналу за 20 липня 2011. Процитовано 29 липня 2014. [Архівовано 2011-06-06 у Wayback Machine.](англ.) Наведено за англійською вікіпедією.
6. ↑  American FactFinder. Бюро перепису населення США. Архів оригіналу за 26 лютого 2012. Процитовано 31 січня 2008. [Архівовано 2008-05-21 у Wayback Machine.]

| США | Це незавершена стаття з географії США. Ви можете допомогти проєкту, виправивши або дописавши її. |